# Шуб, Борис Давидович
Бори́с Дави́дович Шуб (англ. Boris Shub; 24 июля 1912, Нью-Йорк, США — 21 апреля 1965, Нью-Йорк, США) — американский писатель, публицист, переводчик, журналист, один из основателей и ключевых фигур Радио «Свобода», формировавших политику и стиль радиостанции в 1950—1960-х годах.
Автор книг «Жажда Европы: Сделано в Германии» (англ. «Starvation over Europe: Made in Germany», 1943), «Выбор» (англ. «The choice», 1950), «Со времён Сталина: Фотолетопись нашего времени» (англ. «Since Stalin: A Photo History of Our Time», 1951).

## Биография и деятельность

### Ранние годы
Борис Шуб родился в 1912 году в Нью-Йорке в семье эмигранта, деятеля российского социал-демократического движения Давида Шуба. Влияние на формирование оказало окружение отца, в эмиграции поддерживавшего связи с русскими либералами и умеренными социалистами, в том числе А. Ф. Керенским.
Окончил Юридический колледж Колумбийского университета. В годы Второй мировой войны работал редактором в нью-йоркском Институте еврейских исследований, был политическим консультантом Радио в американском секторе (англ. Radio in the American Sector; RIAS). Подготовил к печати историко-документальное расследование «10-летняя война Гитлера против евреев» (англ. «Hitler’s 10-Year War on the Jews», 1943).
Автор книг «Жажда Европы: Сделано в Германии» (англ. «Starvation over Europe: Made in Germany», 1943), «Выбор» (англ. «The choice», 1950), «Со времён Сталина: Фотолетопись нашего времени» (англ. «Since Stalin: A Photo History of Our Time», 1951).

### Работа на Радио «Освобождение»
У истоков радиостанции стоял в ту пору человек, почти полностью определявший, что, как и когда пойдёт в эфир. Сам он у микрофона не выступал никогда, имя его в передачах не звучало. Но лицо (или — в данном случае — звуковой портрет) Радио «Освобождение» создал именно он. Звали его — Борис Шуб.
В начале 1950-х годов стал одним из создателей Радио «Освобождение» (англ. Radio Liberty, с 1959 года — Радио «Свобода»), изначально задумывавшееся как эмигрантское радио, «рупор „Координационного центра антибольшевистской борьбы для освобождения родины от коммунистической диктатуры“». Шуб возглавил Нью-йоркское программное отделение радиостанции и стал одним из авторов концепции вещания.
В программном заявлении радио, прозвучавшем в эфире на первой передаче 1 марта 1953 года, декларировалось противопоставление советскому строю принципа «последовательного народовластия, впервые провозглашённого… Февральской революцией».
При подготовке к запуску радиостанции в эфир, Шуб предложил перед началом каждой передачи давать слушателям напоминание о том, что сталинское правление не вечно. Он организовал запись — звук щёлкающего метронома и ровный голос диктора, повторявший: «Эпоха Сталина подходит к концу». От идеи отказались из-за вероятности слишком долгого повторения записи. Однако Сталин умер спустя пять дней после выхода в эфир первой передачи.
Шуб считал, что в передачах радиостанция должна ориентироваться не только на убеждённых противников советского режима, но сомневающихся — тех слушателей, у которых есть вопросы. Он обращался к страницам классической и запрещённой в СССР современной русской литературы, приглашал в студию русских и американских писателей и учёных.
Живя в Нью-Йорке, Шуб часто приезжал в Европу, занимался поиском и привлечением к работе на радиостанции новых сотрудников из русских эмигрантов первой волны. Им были привлечены к сотрудничеству искусствовед Владимир Вейдле, писатель Гайто Газданов, сын философа Виктор Франк, князь Валериан Оболенский.
Шубом была создана программа «За нашу и вашу свободу», под его руководством готовились цикл «Запретные страницы», рубрика «Выздоровление от коммунизма», программа «Наши люди за границей». Совместно с Владимиром Юрасовым Шуб создал серию передач «Полковник Панин».
По свидетельствам ветеранов радиостанции, Борис Шуб в противовес американскому руководству отстаивал принципы демократии, считая, что долг радио — сообщать только правду, даже в случаях, когда она «не выгодна» для «дела свержения большевиков». Такая позиция в сочетании с резкостью Шуба в отстаивании убеждений привела к попыткам отстранения его от работы на радиостанции, но «в конце концов, его идеи взяли верх». Идеи Бориса Шуба оказали влияние на молодых американских сотрудников радиостанции, в редакции бытовала придуманная одним из них поговорка, перефразировавшая мысль Достоевского, — «Все мы вышли из шубовской шубы».
По оценке Джина Сосина, благодаря Хауленду Сардженту (в 1954 году занявшему пост президента Американского комитета по освобождению от большевизма) и Борису Шубу, радиостанции удалось достигнуть независимости от политики Вашингтона.
Борис Шуб скончался в Нью-Йорке на 53 году жизни.
Жена — издатель Элизабет Чарни (англ. Shub Elizabeth Charney) — дочь Ш. Нигера.

### Книги
- Hitler’s Ten Year War on the Jews = [10-летняя война Гитлера против евреев] / ed. B. Shub ; Institute of Jewish affairs. — New York: The American Jewish Conference, 1943.[5]
- Shub B. Starvation over Europe: Made in Germany: A Documented Record = [Жажда Европы: Сделано в Германии] / Boris Shub, Zorah Warhaft ; Institute of Jewish affairs. — New York: Institute of Jewish Affairs of the American Jewish Congress and World Jewish Congress, 1943.
- Shub B. The choice = [Выбор] / Boris Shub. — New York: Duell, Sloan and Pearce, 1950. — 205 p.[7]
- Shub B., Quint B. Since Stalin: A photo history of our time = [Со времён Сталина: Фотолетопись нашего времени] / Boris Shub, Bernard Quint. — Swen Publications Co, 1951. — 184 p.

### Статьи
- Shub B. Why America Is Losing World War III (англ.) // American Mercury. — 1952. — Iss. July. — P. 11—24.

### На русском языке
- Колчина А. С. Радио Свобода как литературный проект. Социокультурный феномен зарубежного радиовещания / А. С. Колчина ; Нац. исслед. ун-т «Высшая школа экономики». — М.: Изд. дом Высшей школы экономики, 2014. — 296 с. — ISBN 978-5-7598-1178-7.

### На английском языке
- Sosin G. Sparks of Liberty: An Insider’s Memoir of Radio Liberty = [Искры Свободы] / Gene Sosin. — Pennsylvania State University Press, 1999. — 340 p. — ISBN 978-0-271-01869-0.
- Spingola D. The Ruling Elite: Death, Destruction, and Domination / Deanna Spingola. — Trafford Publishing, 2014. — 794 p. — ISBN 9781490734743.
- Puddington A. Broadcasting Freedom: The Cold War Triumph of Radio Free Europe and Radio Liberty / Arch Puddington. — Lexington: University Press of Kentucky, 2015. — 408 p. — ISBN 978-0-8131-2158-1.
- Kues Th. Halfway Between Reality and Myth: Hitler’s Ten-Year War on the Jews Reconsidered (англ.) // Inconvenient History : A Quarterly Journal for Free Historical Inquiry. — 2010. — Vol. 2, no. 4.